# RTorrent

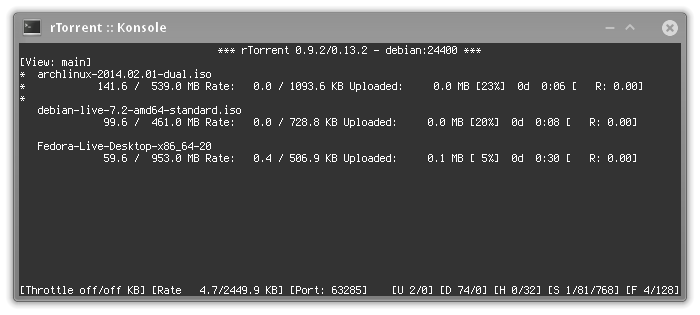
主屏幕

rTorrent為一款纯文本环境BT客户端，具有占用内存小、频宽利用率高、支持 utf-8 编码等功能，除了在终端机介面操作，也可以在第三方支持下透过浏览器介面操作本软件。開發者傑瑞·森德爾（Jari Sundell）的目標是「一個側重於高性能的良好代碼。」屬於自由軟體。